# Ola Sigvardsson
Johan Sven Ola Sigvardsson, född 20 september 1954 i Linderöd i Skåne, är en svensk journalist och medieombudsman (tidigare pressombudsman).

## Arbetsliv
Sigvardsson har arbetat som journalist på Sveriges kommunistiska partis ungdomstidning Rödluvan (organ för ungdomsförbundet Röd ungdom).
Mellan 1990 och hösten 1999 var han reporter och projektredaktör på Dagens Nyheters allmänna redaktion. Han efterträdde i februari 2000 Lars Nilsson som redaktionschef på Dagens Nyheter.
Sigvardsson blev 27 september 2010 chefredaktör på Östgöta Correspondenten i Linköping.
Sedan 1 april 2011 är han pressombudsman.

## Priser och utmärkelser
Sigvardsson tilldelades 1997 tillsammans med kollegan Pia Skagermark Stora journalistpriset för artikelserien Skolan och marknadshyrorna, som handlade om kommunernas ekonomiska prioriteringar i förhållande till skolundervisningens kvalitet. De två mottog Guldspaden 1998 för artikelserien.